# Keisy Perafán
Keisy Perafan (16 de febrero de 1996) es una deportista argentina que compite en judo. Ganó tres medallas en el Campeonato Panamericano de Judo entre los años 2018 y 2025.

## Palmarés internacional
| Campeonato Panamericano | Campeonato Panamericano | Campeonato Panamericano | Campeonato Panamericano |
| Año                     | Lugar                   | Medalla                 | Categoría               |
| ----------------------- | ----------------------- | ----------------------- | ----------------------- |
| 2018                    | San José (Costa Rica)   | Medalla de plata        | –48 kg                  |
| 2020                    | Guadalajara (México)    | Medalla de bronce       | –48 kg                  |
| 2025                    | Santiago (Chile)        | Medalla de bronce       | –52 kg                  |